# Hippopotamus aethiopicus
Hippopotamus aethiopicus és una espècie extinta de mamífer artiodàctil de la família dels hipopotàmids que visqué a l'est d'Àfrica durant el Plistocè, fa entre 0,78 i 1,8 milions d'anys. Se n'han trobat restes fòssils a la conca del Turkana, a Etiòpia i Kenya. Era un hipopotàmid diminut, si fa no fa igual de gros que l'hipopòtam nan d'avui en dia. Era un parent proper de H. karumensis i H. protamphibius. La lofodòncia de les seves dents fa pensar que vivia en boscos i possiblement ocupava un nínxol ecològic semblant al de l'hipopòtam nan. El seu nom específic, aethiopicus, significa ‘etíop’ en llatí.